# ジャパンセブンズ
ジャパンセブンズは、日本ラグビーフットボール協会が主催する男子セブンズ（7人制ラグビー）の全国大会である。

## 概要
当初は「ジャパンセブンズ選手権大会」の名称で開催されたが、第1回から「ジャパンセブンズ」と略して呼ばれる。2013年から正式名称が「ジャパンセブンズ」となり、国内ラグビー大会として初めて賞金を設けた。
女子の部を設けた年もあるが、2016年以降は男子のみで開催している。女子は「太陽生命ウィメンズセブンズシリーズ」が主要全国大会となった。
2018年に一旦終了していたが、パリオリンピックを控えた2024年に復活開催された。

## 歴史

### 男子セブンズ日本一を競う
1993年3月20日・21日に第1回「ジャパンセブンズ選手権大会」を秩父宮ラグビー場で開催。大学・社会人24チームを集め、男子7人制日本一を決めた。

### 国際大会として
1995年から1999年までは、海外チームを招待して国際大会として開催。1997年は「ナイキ ジャパンセブンズ」、1998年は「カンタベリー・オブ・ニュージーランド ジャパンセブンズ」として行われた。2000年にIRBセブンズワールドシリーズが始まると、国際大会の部は「ワールドセブンズTOKYO」として分離された。

### 国内大会に戻る
2000年から、国内大会に戻る。
2002年、高校セブンズラグビーフットボール選手権大会が「高校の部」としてこの大会で行われるようになり、同時に女子の部も設立された。
ワールドカップ2003により、2004年のラグビーシーズンが3月末までと長くなり、選手のコンディション等が考慮され、2004年大会が中止された。

### 高校生大会へ縮小
2004年、「成人の部」の中止を受け、「高校男子の部」のみの大会へと規模を縮小し、江戸川区陸上競技場で開催された。「女子の部」は、別大会「Japan Women's Sevens」へ統合された。以後、7年間は成人大会としての「ジャパンセブンズ」は実施されなかった。
2009年、日本オリンピック委員会（JOC）から「JOCジュニアオリンピックカップ」の一つに認定され、大会の最優秀選手（MVP）には「JOCジュニアオリンピックカップ」が授与。葛飾区総合スポーツセンター陸上競技場で開催された。2010年は江戸川区陸上競技場で行われた。
ジャパンセブンズが高校生男子の大会となったため、成年男子は別大会として、2010年4月25日に秩父宮ラグビー場で「セブンズフェスティバル2010 in TOKYO」の名で全国大会が行われた。
2011年は東日本大震災の影響から中止。2012年も行われず、別大会「東京セブンズ」が開催された。結局、高校男子としてのジャパンセブンズは、2010年開催が最後になった。

### 男女のセブンズ日本一大会に
2013年5月26日、男子・女子の7人制日本一を決める大会として復活した。リオデジャネイロオリンピック（2016年）に7人制ラグビーが加わることが決定したため。大会名は「選手権」が取れ、正式に「ジャパンセブンズ」となった。森永製菓が特別協賛となり「ウィダー ジャパンセブンズ2013」として、秩父宮ラグビー場で開催された。国内大会として初めて賞金が設定され（男子成人のみ）、優勝100万円、準優勝30万円。この年に限り、別日程で「高校の部」も行われた。
2014年は「ジャパンセブンズ2014」として開催。2015年は「inゼリー ジャパンセブンズ2015」を開催。
女子大会「太陽生命 ウィメンズセブンズシリーズ」とたびたび開催時期が重なり、女子の部が非開催となる年もあった。

### 男子のみの大会に縮小、終了へ
2016年から、ファーマホールディング（現メディカルシステムネットワーク）特別協賛の「なの花薬局 ジャパンセブンズ」として開催。2018年を最後に、大会が終了した。

### パリオリンピックを前に復活
パリオリンピック開催まで2週間となった2024年7月15日に、なの花薬局が特別協賛となり、「なの花薬局 ジャパンセブンズ2024」として、秩父宮ラグビー場で6年ぶりに開催。男子セブンズ日本代表候補となる選手の強化・育成を図る目的で編成されたチーム「男子セブンズTID（Talent Identification and Development）」2チームを含む、男子10チームが参加した。賞金は、優勝が150万円、準優勝は50万円。

## 歴代優勝チーム

### 第1回〜第11回
| 回 | 年   | 会場   | ジャパンセブンズ               | ジャパンセブンズ               | ジャパンセブンズ                | ジャパンセブンズ               | 備考             |
| -- | ---- | ------ | ------------------------------ | ------------------------------ | ------------------------------- | ------------------------------ | ---------------- |
| 1  | 1993 | 秩父宮 | 明治大31－5本田技研鈴鹿        | 明治大31－5本田技研鈴鹿        | 明治大31－5本田技研鈴鹿         | 明治大31－5本田技研鈴鹿        | [ 1 ] [ 2 ]      |
| 2  | 1994 | 熊谷   | サントリー49－7リコー          | サントリー49－7リコー          | サントリー49－7リコー           | サントリー49－7リコー          | [ 1 ] [ 25 ]     |
| 3  | 1995 | 秩父宮 | フィジー47－26ニュージーランド | フィジー47－26ニュージーランド | フィジー47－26ニュージーランド  | フィジー47－26ニュージーランド | 国際大会となる   |
| 4  | 1996 | 秩父宮 | フィジー61－5ニュージーランド  | フィジー61－5ニュージーランド  | フィジー61－5ニュージーランド   | フィジー61－5ニュージーランド  | [ 1 ] [ 27 ]     |
| 回 | 年   | 会場   | 国際                           | 国内                           | 国内                            | 国内                           | 備考             |
| 5  | 1997 | 秩父宮 | フィジー54－19ニュージーランド | 東芝府中54－19NEC              | 東芝府中54－19NEC               | 東芝府中54－19NEC              | 国際・国内を分割 |
| 6  | 1998 | 秩父宮 | ニュージーランド24－7フィジー  | ケンブリッジ大33－7神戸製鋼    | ケンブリッジ大33－7神戸製鋼     | ケンブリッジ大33－7神戸製鋼    | [ 1 ] [ 11 ]     |
| 7  | 1999 | 秩父宮 | ニュージーランド12－7フィジー  | 神戸製鋼45－0三洋電機          | 神戸製鋼45－0三洋電機           | 神戸製鋼45－0三洋電機          | [ 1 ] [ 29 ]     |
| 回 | 年   | 会場   | ジャパンセブンズ               | ジャパンセブンズ               | ジャパンセブンズ                | ジャパンセブンズ               | 備考             |
| 8  | 2000 | 秩父宮 | サントリー40－14ヤマハ発動機   | サントリー40－14ヤマハ発動機   | サントリー40－14ヤマハ発動機    | サントリー40－14ヤマハ発動機   | 国際の部を分離   |
| 9  | 2001 | 秩父宮 | サントリー41－19ワールド       | サントリー41－19ワールド       | サントリー41－19ワールド        | サントリー41－19ワールド       | [ 1 ]            |
| 回 | 年   | 会場   | 社会人                         | 大学                           | 女子                            | 高校                           | 備考             |
| 10 | 2002 | 秩父宮 | トヨタ自動車28－24サントリー   | 関東学院大24－19法政大         | 女子日本代表15－0日本体育大女子 | 中国17－12北信越               | [ 1 ]            |
| 回 | 年   | 会場   | エクスパンション               | エクスパンション               | 女子                            | 高校                           | 備考             |
| 11 | 2003 | 秩父宮 | トヨタ自動車35－24サニックス   | トヨタ自動車35－24サニックス   | 女子日本代表                    | 九州                           | [ 1 ]            |

### 第12回〜第18回
「高校男子の部」のみで実施。
| 回 | 年   | 会場                                 | 高校優勝チーム | 備考   |
| -- | ---- | ------------------------------------ | -------------- | ------ |
| 12 | 2004 | 秩父宮ラグビー場                     | 近畿選抜       | [ 15 ] |
| 13 | 2005 | 秩父宮ラグビー場                     | 関東選抜       | [ 30 ] |
| 14 | 2006 | 秩父宮ラグビー場                     | 近畿選抜       | [ 31 ] |
| 15 | 2007 | 秩父宮ラグビー場                     | 近畿選抜       | [ 32 ] |
| 16 | 2008 | 秩父宮ラグビー場                     | 九州選抜       | [ 33 ] |
| 17 | 2009 | 葛飾区総合スポーツセンター陸上競技場 | 九州選抜       | [ 34 ] |
| 18 | 2010 | 江戸川区陸上競技場                   | 関東選抜       | [ 35 ] |

### 2013年～2018年
| 高校の部 | 年   | 開催日      | 会場               | 高校優勝チーム | 出場チーム | 備考          |
| -------- | ---- | ----------- | ------------------ | -------------- | ---------- | ------------- |
| 高校の部 | 2013 | 4月13日(土) | 江戸川区陸上競技場 | 九州選抜       | 9          | [ 36 ] [ 37 ] |

| 年   | 開催日      | 会場             | 男子                            | 男子   | 男子                        | 男子       | 男子           | 男子     | 女子             | 女子   | 女子           | 備考   |
| 年   | 開催日      | 会場             | 優勝                            | スコア | 準優勝                      | 出場チーム | トーナメント表 | 対戦詳細 | 優勝             | スコア | 準優勝         | 備考   |
| ---- | ----------- | ---------------- | ------------------------------- | ------ | --------------------------- | ---------- | -------------- | -------- | ---------------- | ------ | -------------- | ------ |
| 2013 | 5月26日(日) | 秩父宮ラグビー場 | リコー ブラックラムズ           | 28-26  | 東芝 ブレイブルーパス       | 12         | [ 38 ]         | [ 39 ]   | 日本体育大学女子 | 24-7   | Rugirl-7       | [ 40 ] |
| 2014 | 6月8日(日)  | 秩父宮ラグビー場 | リコー ブラックラムズ           | 33-26  | 帝京大学                    | 12         | [ 42 ]         | [ 43 ]   | Rugirl-7         | 15-5   | 日本体育大女子 | [ 42 ] |
| 2015 | 7月5日(日)  | 秩父宮ラグビー場 | 神戸製鋼 コベルコスティーラーズ | 31-24  | 帝京大学                    | 12         | [ 45 ]         | [ 46 ]   | 非開催           | 非開催 | 非開催         | [ 45 ] |
| 2016 | 7月10日(日) | 秩父宮ラグビー場 | 大東文化大学                    | 33-28  | 帝京大学                    | 12         | [ 49 ]         | [ 50 ]   | Rugirl-7         | 29-21  | YOKOHAMA TKM   | [ 51 ] |
| 2017 | 7月2日(日)  | 秩父宮ラグビー場 | SDS                             | 28-19  | トヨタ自動車 ヴェルブリッツ | 12         | [ 53 ]         | [ 54 ]   | 非開催           | 非開催 | 非開催         | [ 55 ] |
| 2018 | 7月1日(日)  | 秩父宮ラグビー場 | SDS                             | 33-10  | 東海大学                    | 12         | [ 57 ]         | [ 58 ]   | 非開催           | 非開催 | 非開催         | [ 57 ] |

SDSは「Sevens Development Squad（セブンズ・デベロップメント・スコッド）」の略で、セブンズ日本代表候補になり得る選手を招集し、育成・強化を図るチーム。

### 2024年～現在
- TIDは「Talent Identification and Development」の略で、男子セブンズ日本代表候補となる選手の強化・育成を図る目的で編成されたチーム[23]。
- SDSは「Sevens Development Squad」の略で、セブンズ日本代表候補になり得る選手を招集し、育成・強化を図るチーム。

| 年   | 開催日      | 会場             | 参加チーム数 | 決勝戦      | 決勝戦 | 決勝戦     | 3位決定戦               | 3位決定戦 | 3位決定戦 | トーナメント表 | 対戦詳細 | 備考          |
| 年   | 開催日      | 会場             | 参加チーム数 | 優勝        | スコア | 準優勝     | 3位                     | スコア    | 4位       | トーナメント表 | 対戦詳細 | 備考          |
| ---- | ----------- | ---------------- | ------------ | ----------- | ------ | ---------- | ----------------------- | --------- | --------- | -------------- | -------- | ------------- |
| 2024 | 7月15日(月) | 秩父宮ラグビー場 | 10           | TID Bチーム | 40-0   | 大阪府警察 | TID Aチーム             | 40-12     | 天理大学  | [ 60 ]         | [ 61 ]   | [ 62 ] [ 63 ] |
| 2025 | 7月13日(日) | 秩父宮ラグビー場 | 10           | SDS         | 26-12  | 大阪府警察 | NECグリーンロケッツ東葛 | 17-14     | 帝京大学  | [ 64 ]         | [ 65 ]   | [ 66 ]        |